# Elemento inverso
Elemento inverso, em matemática, é aquele cuja utilização numa operação binária matemática bem definida resulta no elemento neutro específico dessa operação — por essa razão simples a justificar a sua inversibilidade operacional. Às vezes costuma ser chamado também de elemento oposto. Não é o mesmo que o elemento simétrico, como é costume afirmar-se. Por exemplo, o elemento inverso de "a" é "1/a" enquanto que o elemento simétrico de "a" é "-a". Também pode ser chamado simplesmente — quando não houver possibilidade de confusão ou pelo uso estrito em domínio específico, inambíguo ou unívoco — de oposto.
Esta, contudo, é uma definição simples ou ingênua da ideia de elemento inverso. A sua conceituação ou definição formal passará a ser apresentada logo a seguir.
De modo semelhante ao conceito de elemento neutro — com o qual guarda íntima conexão lógica matemática — trata-se de conceito universal, cuja generalização lógica integra o conjunto de ideias que conduzem ao alcance — ou melhor, projetam o alcance — da extraordinária estrutura de unidade da Matemática. [carece de fontes?]
Em um semigrupo  S  um elemento  x  é chamado  '(von Neumann) regular'  se existe algum elemento  z  em  S  tal que  xzx ' '=' 'x' ';  z  é às vezes chamado de  'pseudoinverse' . Um elemento 'y' é chamado (simplesmente) de  'inverso'  de  x  se  xyx  =  x  e  y  =  yxy  . Cada elemento regular tem pelo menos um inverso: se 'x' x 'xz' então é fácil verificar que y é um inverso de x  como definido nesta secção. Outro fácil de provar o fato: se 'y' é um inverso de 'x', então  e  =  xy  e  f  =  yx  são [[elemento idempotente] | idempotent]] s, isto é  ee  =  e  e  ff  =  f . Assim, cada par de elementos (mutuamente) inversos dá origem a dois idempotentes, e  ex  =  xf  =  x ,  ye  =  fy  =  y  e  e  age como uma identidade de esquerda em 'x' ', enquanto' 'f' 'atua como uma identidade certa, e os papéis de esquerda / direita são invertidos para' y . Essa observação simples pode ser generalizada usando relações de Green: todo idempotente  e  em um semigrupo arbitrário é uma identidade à esquerda para  R  e </ sub>  e identidade certa para  L  e </ sub> .

## Nomenclatura
"Elemento inverso" é a expressão preferível para a significação em causa quando não se faz alusão a uma operação binária específica — ou mesmo que se o faça — quando se deseja exprimir a ideia por generalidade.
No trato com leis de composição a envolverem conjuntos numéricos, ao se considerarem operações binárias como adição e multiplicação, o conceito de elemento inverso guarda precisamente a significação genérica já apresentada. Contudo, algumas vezes, costumam-se empregar terminologias diferenciadas, como se proprietárias fossem, vinculadas a uma e a outra lei de composição. Assim é que:
- No domínio da adição, elemento inverso é frequentemente denominado elemento oposto ou ainda elemento simétrico;
- No domínio da multiplicação, elemento inverso costuma ser utilizado como se significasse elemento inverso multiplicativo.

Essa atribuição de terminologia diferenciada — notadamente a dizer respeito ao par de leis de composição adição e multiplicação, também atinge outros conjuntos e domínios. Assim é que, por exemplo: fala-se em "matriz simétrica", para se referir à matriz inversa aditiva; diz-se "transformação simétrica" (ou simplesmente simetria, quando tal uso for inambíguo, unívoco), para se referir às transformações geométricas que guardem certas propriedades, ditas simetria geométrica, segundo definição precisa. Fala-se em simetria espacial, sistêmica etc..
Deve-se ter em conta, todavia, que tais usos diferenciados — embora sinônimos específicos legítimos —  não ferem a unificação conceitual.

## Definições formais

### Em um grupoide com unidade
Seja {\displaystyle S} um conjunto munido de uma operação binária {\displaystyle *,} isto é, um grupoide ou sistema matemático[carece de fontes?]. Se {\displaystyle e} é um elemento neutro de {\displaystyle (S,*),} ou seja, {\displaystyle S} é um grupoide com unidade, e {\displaystyle a} é um elemento qualquer pertencente a {\displaystyle S,} chama-se de 'elemento inverso do elemento {\displaystyle a} a qualquer elemento {\displaystyle a^{-1}} tal que:
- {\displaystyle a^{-1}*a=e} e {\displaystyle a*a^{-1}=e,} irrestritamente: o elemento é dito "elemento inverso bilateral", "elemento inverso irrestrito" ou "elemento inverso" simplesmente, pois aplicado à esquerda ou aplicado à direita do outro operando, resulta, pois, sempre o elemento neutro {\displaystyle e};
- {\displaystyle a^{-1}*a=e} mas {\displaystyle a*a^{-1}\not =e,} restritamente: o elemento é dito "elemento inverso à esquerda apenas", pois só operado à esquerda resulta a neutralização;
- {\displaystyle a*a^{-1}=e} mas {\displaystyle a^{-1}*a\not =e,} restritamente: o elemento é dito "elemento inverso à direita apenas", pois só operado à direita resulta a neutralização.

É importante observar aqui que o símbolo {\displaystyle a^{-1}} não significa, como pode sugerir uma apreciação ligeira, elevar o elemento {\displaystyle a} ao expoente um negativo (–1). Trata-se, tão-somente, de recurso de generalidade simbólica, que faz apelo à ideia da inversão multiplicativa — apenas à ideia — convertendo-a em representação genérica para qualquer e toda inversão, segundo o conceito de elemento inverso.
Os conceitos de "esquerda" e de "direita, aqui, não tem significação proprietária de posição espacial, pelo menos não necessariamente. "Esquerda" e "direita" como aqui empregados, referem-se a domínios de ordem matemática: podem significar respectivamente "antes" e "depois", (ou o contrário, se definido), bem como também as ideias ordinárias de esquerda e de direita, respectivamente.
Relativamente a uma dada operação binária num dado sistema matemático, cuja estrutura algébrica seja conforme, ao ser operado com outro qualquer elemento do mesmo sistema, não lhe causa alteração na identidade (natureza ou valor). A conformidade expressa na definição implica ser o sistema matemático em causa dotado de estrutura algébrica de monóide ou superior (grupo, corpo etc.).

## Exemplos
Para fixação imediata e simples de ideias, ao se tratar de conjuntos numéricos unidimensionais (aqueles definidos sobre um espaço vetorial Rn = R1 = R, em que "R" figura como o conjunto dos números reais e "n" = 1 figura como a dimensão linear do espaço vetorial em exame), por exemplo, qualquer dos conjuntos numéricos que são subconjuntos amplos de R, fala-se mais comumente em:
1. Inverso aditivo: o elemento (procurado) que somado com um elemento (dado) resulta o elemento neutro aditivo, nestes casos, precisamente o número zero. Assim, -3 é o inverso aditivo de +3, pois (-3) + (+3) = 0. Conversamente, +3 é o inverso aditivo de -3. Fala-se, então, em pares conjugados de inversos aditivos. Também: (+½ e -½), (+π e -π) etc... são outros pares conjugados de inversos aditivos. Costuma-se chamar ao inverso aditivo também elemento oposto aditivo (ou, simplesmente, oposto, quando não houver possibilidade de confusão, ou pelo uso do termo em domínio específico, inambíguo, unívoco). Ainda se usam os termos elemento simétrico aditivo ou, simplesmente — ressalva feita — simétrico.
2. Inverso multiplicativo: o elemento (procurado) que multiplicado por um elemento (dado) resulta o elemento neutro multiplicativo, nestes casos, precisamente o número um. Assim, 1/3 é o inverso multipicativo de 3, pois (1/3) . (3) = 1. Conversamente, 3 é o inverso multiplicativo de (1/3). Fala-se, também, em pares conjugados de inversos multiplicativos. Também: (2 e 1/2), (π e 1/π) etc... são outros pares conjugados de inversos multiplicativos. Costuma-se chamar ao inverso multiplicativo também elemento oposto multiplicativo (ou, simplesmente, oposto, quando não houver possibilidade de confusão, ou pelo uso do termo em domínio específico, inambíguo, unívoco). Também se usam os termos elemento simétrico multiplicativo ou, simplesmente — ressalva feita — simétrico.

Contudo, é preciso ter em mente que os exemplos relacionados às leis de composição "adição" e "multiplicação", conforme definidas sobre conjuntos numéricos sobre "Rn", não são os únicos, tampouco necessariamente os mais importantes irrestritamente — embora seja certo reconhecer que são muito importantes na prática do dia-a-dia. Com efeito, não apenas o matemático abstrato (o cientista, o pesquisador, o profissional...) lida com muitíssimos outros exemplos de inversos e de neutros, mas, também, o cidadão comum, frequentemente sem o saber sequer. Apenas para fixar ideias nesse domínio, suponha-se o seguinte exemplo simples: (1) alguém dá um passo adiante; (2) a seguir, esse alguém dá um passo atrás, retornando à posição originária; (3) é certo, pois, conhecer o par ("passo adiante" e "passo atrás") como par conjugado de "inversos de passo" (vetores unidimensionais?...) e o resultado (retorno ao ponto de partida) como o "elemento neutro de passo". Este exemplo — extremamente simples — foi citado para salientar a absoluta generalidade da presença de tais estruturas na lida abstrata e também na prática do dia-a-dia. São as estruturas matemáticas, os sistemas matemáticos, mais onipresentes que se imagina.